# Key
Key es un estudio de creación de videojuegos japonés que realiza novelas visuales con la coordinación de Visual Art's, conocido por crear novelas visuales con tramas orientadas y dramáticas. El primer lanzamiento de Key fue Kanon, que combinaba un argumento elaborado, un estilo de dibujo anime moderno, y una partitura musical que moldeó el ambiente del juego. El segundo juego realizado por Key, AIR, tuvo similitudes con Kanon, aunque tenía una trama igual de original, este era más visto como un videojuego. Tanto Kanon como AIR fueron producidos originalmente como videojuegos para adultos, pero han lanzado ediciones no eróticas para consolas como Dreamcast, PlayStation 2 y PlayStation Portable. Hacia julio de 2007, Key ha lanzado seis videojuegos, y ha trabajado previamente con Interchannel y Prototype. Key ha anunciado su séptimo juego, Rewrite. Key colaboró con ASCII Media Works, Dengeki G's Magazine para producir la franquicia de medios de comunicación del proyecto Angel Beats!, de la cual se produjo un anime en el 2010 y el 26 de junio de 2015 se lanzó su novela visual nombrada Angel Beats! 1st Beat. El 29 de junio de 2018 estrenó su noveno proyecto Summer Pockets, estos dos últimos proyectos han sido omitidos de contenido adulto. 
Toda la banda sonora de cada una de las publicaciones de Key es presentada por una compañía discográfica llamada Key Sounds Label. Existen otros álbumes de dicha compañía discográfica que no están relacionados con las novelas visuales, específicamente dos álbumes de Lia y  una de Eufonius. Los álbumes en este disco tienen música compuesta por miembros de Key, tales como Jun Maeda y Shinji Orito. Seis de las obras de Key, Kanon, AIR, CLANNAD, Little Busters!, Rewrite y Planetarian: Chiisana Hoshi No Yume han sido llevados al anime. Key supervisó la producción de estos anime con la colaboración de cinco estudios de animación, Toei Animation, Kyoto Animation, 8-Bit, J.C.Staff y David Production. Toei Animation animó la primera serie de TV de Kanon, la película de AIR y la película de CLANNAD. Kyoto Animation animó la serie de TV de AIR, la segunda serie de TV de Kanon y las dos series de TV de CLANNAD. La adaptación de Little Busters! se llevó a cabo por el estudio J.C.Staff. Las dos series de  Rewrite se llevan a cabo por el estudio 8-Bit. La adaptación de Planetarian: Chiisana Hoshi no Yume fue llevada a cabo por el estudio David Production dando como resultado 5 OVAs y una película llamada Planetarian: Hoshi no Hito.

## Historia
Previo a la formación de Key, los miembros fundadores trabajaban para otra compañía que desarrollaba novelas visuales llamada Tactics. En el momento de la producción de Dōsei, el primer juego de Tactics, cuatro de los miembros originales de Key trabajaron en el juego: Itaru Hinoue como director de arte, Shinji Orito como compositor musical, y Miracle Mikipon y Shinory contribuyeron en los gráficos de computadora. Luego de Dōsei, el resto de los miembros fundadores de Key se unieron a Tactics y contribuyeron en dos juegos más: Moon. y One: Kagayaku Kisetsu e. Tras el lanzamiento de One en 1998, el equipo decidió trabajar con Visual Art's donde crearon su primera producción Kanon en 1999. Kanon fue un videojuego para adultos, a pesar de que las escenas que contenían relaciones sexuales fueron pocas. Esto permitía al jugador enfocarse más en las historias de los personajes, en los efectos visuales y en la música, característica especial para una novela visual en el momento de su lanzamiento. Un año después, en 2000, Key anunció su segundo juego AIR, que también era un juego para adultos y con un argumento similar a Kanon.
El tercer juego, CLANNAD, es una novela visual similar a las anteriores, pero el contenido pornográfico fue omitido. CLANNAD tenía como fecha inicial de lanzamiento en 2002, pero fue pospuesto hasta 2004. Siete meses después del estreno de CLANNAD, Key lanzó su juego más corto, Planetarian: Chiisana Hoshi no Yume, a finales de 2004. Al contrario que los juegos anteriores de Key, Planetarian es una novela visual lineal en donde el jugador no puede tomar una opción, y en donde actúa como espectador, en lo que es llamado KineticNovel (novela cinética). El quinto juego de la compañía fue Tomoyo After: It's a Wonderful Life, un juego para adultos consistente en una especie de secuela de CLANNAD lanzada en 2005, cuya protagonista es Tomoyo Sakagami de CLANNAD. Posteriormente Key lanzó su sexto juego, Little Busters!, el 27 de julio de 2007, sin contenido para adultos, pero con planes de publicar otra versión del juego, llamado Little Busters! Ecstasy con contenido adulto. Key anunció su séptimo juego, Rewrite, el 1 de abril de 2008. En conmemoración al décimo aniversario de Key, tanto Key como Visual Art's realizaron un evento de dos días entre el 28 de febrero y el 1 de marzo de 2009, llamado 10th Key Memorial Fes.

### Key Sound Label
En 2001, Visual Art's creó la compañía discográfica Key Sound Label (KSL). Los álbumes musicales lanzados por Key fueron dispuestos bajo esta discográfica aunque no incluyen los tres primeros álbumes que fueron lanzados antes de la formación oficial del sello discográfico. El primer álbum del sello fue Humanity…, a pesar de que la única conexión con los trabajos de Key es la versión remix del opening de AIR. Los álbumes de este sello son compuestos por los compositores principales de Key: Jun Maeda, Shinji Orito y Magote Togoshi. Tres de las canciones principales de los álbumes son cantados por Lia y otra, Love Song, es cantado por Riya de Eufonius. De igual modo han sido publicados tres CD Dramas.
En conmemoración al décimo aniversario de Key, organizó un concierto llamado "KSL Live World 2008: Way to the LittleBusters! EX" el 10 de mayo de 2008 en Tokio y el 17 de mayo de 2008 en Osaka. En cada concierto, de una duración de dos horas y media, cantaron Lia, Rita, Chata y Tomoe Tamiyasu, cantantes que han realizado álbumes bajo la Key Sounds Label.

### Participación en elComiket
El Comiket es una gran convención de cómics que se realiza dos veces al año en Tokio, durante agosto y diciembre, llamados Comiket de verano e invierno respectivamente. Key ha sido un participante activo en la convención desde el Comiket 57 en diciembre de 1999, cuando vendieron productos relacionados con Kanon (en ese momento era su único lanzamiento); entre los cuales estaba un encendedor Zippo. Los primeros productos de Key relacionados con AIR fueron vendidos en el Comiket 59 en diciembre de 2000. Entre los productos se incluían: tarjetas postales, tarjetas telefónicas, calendarios, pósters y álbumes. Los productos vendidos por Key en el Comiket están relacionados con las novelas visuales que la compañía produce.
Key, a través de Visual Art's, participa generalmente en el Comiket de invierno en conjunción con otras marcas subordinadas a Visual Art's, pero también es conocido por presentarse también en el Comiket de verano, tales como en el Comiket 70 en agosto de 2006 donde vendieron productos relacionados con Planetarian: Chiisana Hoshi no Yume. El total combinado de los productos de Key vendidos en los Comiket se encuentran en un rango de precios entre 3.000 yen (alrededor de 27 dólares) y 5.000 yen (alrededor de 45 dólares). También incluye la venta de álbumes musicales lanzados por el sello discográfico de Key, Key Sounds Label, desde el Comiket 60 en agosto de 2001, con el lanzamiento de los dos primeros álbumes del sello, Humanity… y Natsukage ／ nostalgia. En el caso de que existan productos que no se vendieron al final de un Comiket, Visual Art's crea un pedido por correo en línea para venderlos posteriormente. Tras el Comiket 73 en diciembre de 2007, Visual Art's comenzó a tomar pedidos por correo el 4 de marzo de 2008, y sólo seis días después, el 10 de marzo, Key reportó que toda la mercancía restante del Comiket 73 había sido vendido. Durante el segundo día del Comiket 75 en diciembre de 2008, toda la mercancía de Key había sido vendida.

### Key Radio
Key comenzó a producir un show de radio por Internet llamado Key Radio (Keyらじ Key Raji?) cuya primera grabación fue lanzada el 13 de diciembre de 2007. Es presentado por Itaru Hinoue y Shinji Orito de Key, y otra mujer con el nombre de Chiro, que trabaja para Pekoe, otro estudio de novela visual subordinado a Visual Art's. Los oyentes pueden enviar sus opiniones acerca del show y cualquiera pregunta que ellos realicen, que son respondidos por los presentadores. Las transmisiones están disponibles en modo de descarga en la página oficial de Key y en el blog oficial del show de radio. El show tiene cinco rincones, o partes, en la que comienza con los saludos de los presentadores y sigue con la lectura de las opiniones e impresiones de los oyentes acerca del show. Luego los presentadores realizan una conversación informal y posteriormente se presenta una sección en donde son leídas las notas de los oyentes relacionadas con el estudio Key. El cuarto rincón corresponde a responder las preguntas que hayan realizado los oyentes; en el último rincón Orito toca la flauta, en donde los oyentes pueden enviar sugerencias para las canciones que él toque. En las transmisiones, sonaban en el fondo pistas de la banda sonora original de Little Busters!. También las transmisiones pueden ser escuchadas en un canal de YouTube llamado Visual Channel.
La primera transmisión tuvo una duración original de una hora, pero luego fue reducido a treinta minutos. El tema principal de discusión en la primera transmisión fue los productos de Key que se venderían en el Comiket 73, que se realizaría en diciembre de 2007. La segunda transmisión fue un especial de fin de año emitido el 28 de diciembre de 2007 y duró 41 minutos y 30 segundos. La tercera transmisión fue una edición de expansión de Año Nuevo emitido el 22 de enero de 2008 y duró 43 minutos y 30 segundos. La cuarta transmisión fue emitida el 25 de febrero de 2008, y el tema principal fue el anuncio del lanzamiento del  segundo álbum de OTSU y duró 39 minutos. La quinta transmisión fue emitida el 19 de marzo de 2008 y su duración fue tan larga que Key debió dividirla en dos partes, la primera de 38 minutos y la segunda de 30 minutos y 40 segundos. El tema principal fue la aparición de Na-Ga como invitado al show.

## Personal

### Principal
El personal principal de Key consiste en miembros que se han involucrado en la mayoría de los juegos lanzados por Key, y han hecho la mayoría del trabajo en cada producto. Jun Maeda ha trabajado en la planificación de los proyectos individuales y fue uno de los guionistas principales; también compuso la música para todos los juegos de Key excepto en planetarian: Chiisana Hoshi no Yume. En una entrevista de Maeda hecha en la edición de febrero de 2007 de la revista Comptiq, declaró que tras la culminación de Little Busters! podría no seguir trabajando más en el personal de Key. Sin embargo, en una entrevista en la edición de diciembre de 2007 de Dengeki G's Magazine, Maeda dijo que podría seguir trabajando en la música del próximo juego de Key. Itaru Hinoue es el artista principal de Key y fue director de arte en los tres primeros juegos. Na-Ga, otro artista prominente en la compañía, trabajó principalmente en el arte de fondo en los primeros juegos, pero en Little Busters! tuvo la posición de codirector de arte con Hinoue. La realización de los gráficos por computadora fue hecho previamente por tres artistas gráficos: Shinory, Mochisuke, Mínimo Tamaya y Torino. El compositor principal, Shinji Orito, ha estado en la compañía desde Kanon. Junto con el retiro de Maeda en la elaboración de los guiones, otro guionista, Yūto Tonokawa, se unió a Key y trabajó en el guion de Little Busters!, pero también trabajó en el argumento de Rewrite.

### Otros
En adición al personal principal, existen otras personas que han ayudado en los juegos de Key. Tomotaka Fujii ayudó en la confección del guion de AIR, como asistente de guion. Eeji Komatsu trabajó como director de arte en el KineticNovel planetarian: Chiisana Hoshi no Yume, y otro artista, Fumio, trabajó como director de arte en Tomoyo After: It's a Wonderful Life. Existen otros guionistas como Leo Kashida, un escritor subcontratado que trabajó con Key en Tomoyo After: It's a Wonderful Life y Little Busters!, y Chika Shirokiri, otra escritora subcontratada que trabajó en Little Busters!. Dos nuevos compositores, Manack y PMMK, ayudaron en la música de Little Busters! y MintJam ayudó en el arreglo musical. Dos escritores subcontratados trabajaron en el guion de Rewrite: Ryukishi07 de 07th Expansion, y Romeo Tanaka.

### Antiguos
La mayoría del personal de Key ha abandonado la compañía a través del tiempo. Naoki Hisaya trabajó como uno de los guionistas principales de Kanon, pero tras la finalización del proyecto, abandonó la compañía; posteriormente creó el concepto original de sola. Otro miembro del personal que realizó Kanon fue OdiakeS, un compositor que posteriormente abandonó Key. OdiakeS regresó para ayudar en dos álbumes musicales, los de AIR y CLANNAD, pero no ha vuelto a trabajar con Key desde 2004. Otro de los miembros que realizó AIR, Takashi Ishikawa, sólo participó en este juego como uno de los guionistas, pero no contribuyó en juegos posteriores. Desde entonces Ishikawa pasó a otra compañía de Visual Art's en 2000. Kai, otro de los guionistas, contribuyó en AIR y CLANNAD, de igual modo con otro guionista llamado Tōya Okano. Kai se trasladó a la compañía Ram, subordinada a Visual Art's en 2004 y Okano se trasladó a la compañía Giant Panda, también subordinada a Visual Art's, el mismo año. Otro guionista, Yūichi Suzumoto, trabajó con Key desde AIR hasta planetarian. Suzumoto se trasladó posteriormente a Leaf en 2004, que está subordinada a la editora Aquaplus. Uno de los artistas originales de gráficos por computadora, Miracle Mikipon, abandonó tras el lanzamiento de CLANNAD. Mikipon trabajó en Psycho, subordinada a Nexton, en 2004, pero luego se trasladó a la compañía Ham Ham Soft, subordinada a Visual Art's. Magome Togoshi ha trabajado para Key desde AIR, como compositora, pero abandonó la compañía en octubre de 2006.

## Impacto
Según el trabajo de Satoshi Todome, Una historia de juegos de adultos, el impacto de Key en la novela visual, o principalmente en el eroge, surgió desde antes que Key fuese formado y muchos de los miembros fundadores de Key trabajaron originalmente para la compañía Tactics, subordinada a Nexton. Debido a la influencia de la novela visual de Leaf To Heart, lanzada en 1997, los desarrolladores de Tactics crearon una fórmula simple para un juego: un comienzo cómico con un núcleo romántico confortante seguido de una separación trágica y finalmente una reunión emocional formando lo que es conocido un “juego de llanto”. El objetivo principal de este estilo es hacer que el jugador sienta a los personajes y los sienta llorar debido a la trama emocional que conlleva a un gran impacto en el jugador cuando el juego finalice. El segundo juego de Tactics One: Kagayaku Kisetsu e fue creado sobre la base de esta fórmula.
Tras la culminación de One, el equipo desarrollador abandonó Tactics para formar Key y lograron desarrollar su primer juego, Kanon, también con esta fórmula. Kanon fue “considerablemente promocionado [y] tuvo a jugadores impacientes hasta su lanzamiento. Fue el único juego lanzado por Key hasta ese momento, y ya [el juego] ha generado grandes resultados en la industria. Y otro juego [AIR], dos años después, generó mejores resultados. AIR fue igualmente promocionado y bien recibido.” El éxito de One y Kanon por Key al usar la fórmula de “juego de llanto” fue adoptado posteriormente por otras compañías desarrolladoras de novelas visuales. Entre los principales ejemplos están: Kana: Little Sister de Digital Object, la serie Memories Off de KID, D.C. ～Da Capo～ de Circus, Snow de Studio Mebius (también subordinado a Visual Art's), y Wind: A Breath of Herat de Minori.
Key es una de las diecisiete marcas subordinadas a Visual Art's, cuyos juegos fueron incluidos en el Lycèe Trading Card Game publicado por Broccoli. Los personajes de los primeros cinco juegos de Key fueron incluidos en los tres primeros de los cuatro sets de cartas de Visual Art's, y los personajes de Little Busters! fueron presentados en el quinto set de cartas de Visual Art's. También existen siete de cincuenta y cinco cartas raras de promoción con personajes de los juegos de Key. Otras compañías importantes de novelas visuales incluidos en el juego de cartas se encuentran: AliceSoft, August, Leaf, Navel y Type-Moon.

### Leaf, Key BBS
Un bulletin board system (BBS) basado en la interfaz del foro de Internet japonés 2channel (2ch) fue creado el 26 de enero de 2000, con el nombre de Leaf, Key BBS (leaf,key掲示板 leaf,key Keijiban?,  literalmente, “Tablón de anuncios Leaf, Key”), apodado por algunos como Ha-Kagi Ita (葉鍵板?   literalmente, “Tablón Hoja-Llave”). El foro surgió del tablón de discusión de videojuegos de 2ch, tras una disputa que involucraba el juego Kizuato en diciembre de 1999; Kizuato fue un juego de otra compañía que producía novelas visuales llamada Leaf. Fundamentalmente, los fanáticos del juego llegaron al tablón de eroge de 2ch, pero en ese entonces no poseía una alta resolución, y los fanáticos de Key en el tablón debían rehuir las discusiones de Kanon y, en ese momento, del recién estrenado AIR. Esto conllevó a que los fanáticos de Leaf y Key a mudarse de 2ch y formar un tablón de discusión dentro del foro de Internet PINKchannel. Sirve como un tablón de discusión para cualquier producto relacionado con Leaf y Key; incluyendo los juegos que producen, pero también relacionado con las propias compañías y al personal que conforman. El BBS obtuvo una tasa de alrededor 1500 posts por día en noviembre de 2007. Al igual que 2ch, el tablón tiene un posteo anónimo por defecto, cuyo nombre es “Nanashi-san Dayomon” ( 名無しさんだよもん?   literalmente, “Sr. Anónimo-dayomon”), en referencia a la protagonista Mizuka Nagamori de One: Kagayaku Kisetsu e que usa frecuentemente las palabras "dayo" y "mon".